# Chonmage

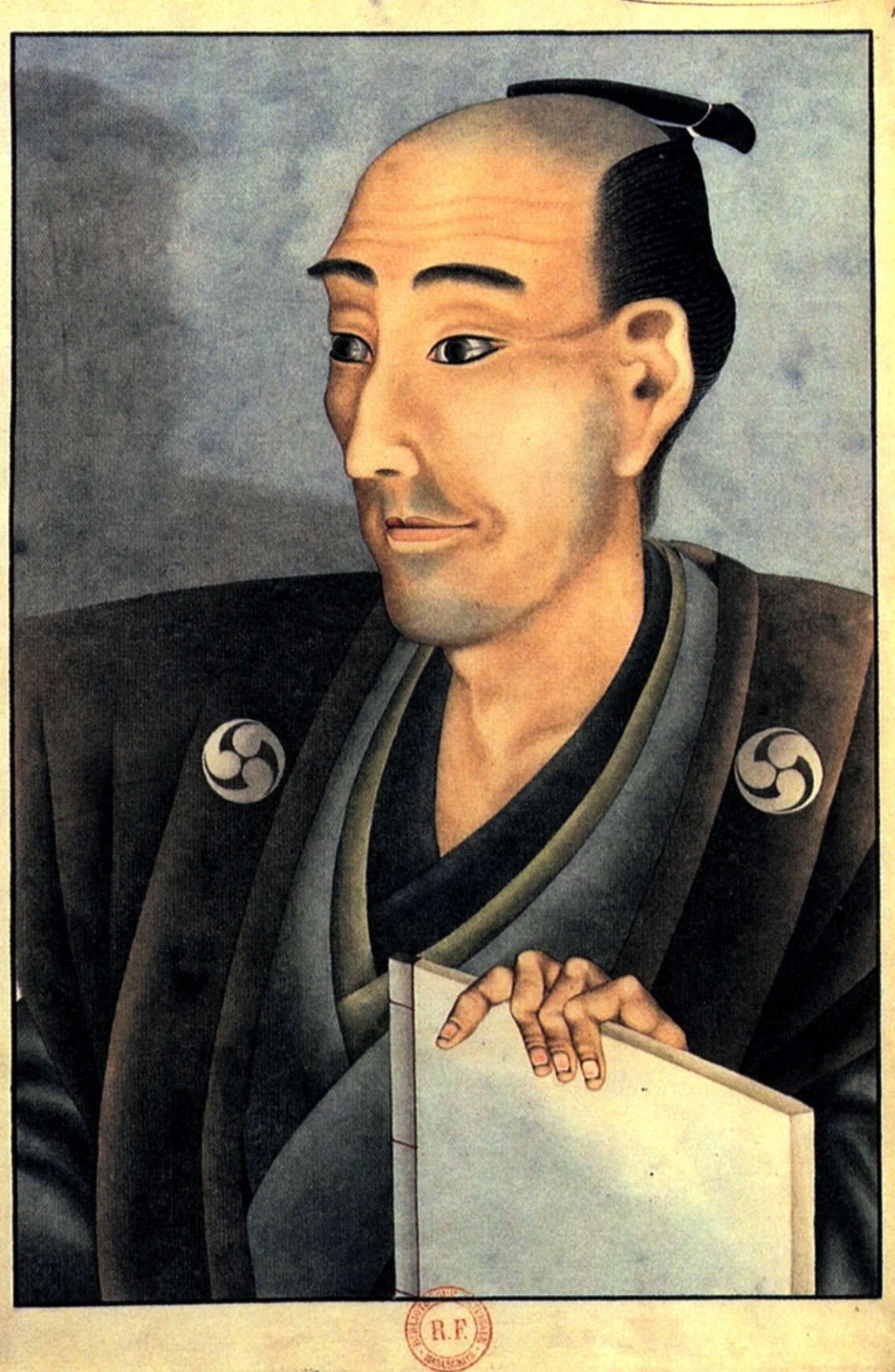
Mann mit Chonmage-Haarschnitt

Ein Chonmage (jap. 丁髷) ist ein traditioneller japanischer Männerhaarschnitt. Er wird meist mit den Samurai in Verbindung gebracht. In jüngerer Zeit sieht man ihn fast ausschließlich bei Sumōringern.
Für einen Chonmage muss das Haar relativ lang sein. Es wird mit Bintsuke, parfümiertem Kamillenöl, eingeölt und mittels einer gewachsten Schleife aus Washipapier, der Moto-yui, zu einem Pferdeschwanz gebunden, der dann auf der Oberseite des Kopfes gefaltet wird, so dass sich eine Art Knoten ergibt. In der Edo-Periode wurde das Haupthaar der Kopfoberseite üblicherweise abrasiert. Nach der Meiji-Restauration wurde diese Frisur nicht mehr getragen.
Sumōringer, die heute einen Chonmage-Haarschnitt tragen, rasieren sich das Deckhaar nicht mehr ab, dünnen es aber gelegentlich aus, um dem darauf liegenden Knoten einen besseren Halt zu verleihen. Kämpfer der obersten beiden Ligen, die sogenannten Sekitori, erhalten die Erlaubnis, einen leicht abgewandelten Chonmage zu tragen. Den Stil dieser Frisur nennt man Ōichō-mage (大銀杏髷, Ginkgoblatt), bei ihr sind die Haarenden des Knotens, der Hakesaki genannt wird, halbkreisförmig ausgebreitet.
1937 war Shinkai Kōzō der erste Sumōkämpfer, der anlässlich seines Rücktritts seinen Haarknoten abschneiden ließ. Heute ist es allgemein Brauch geworden, dass man Rikishi bei ihrem Abschied vom Ring (Danpatsu-shiki) in einer öffentlichen Zeremonie ihren Mage abnimmt.
Die Einzigartigkeit des Chonmage macht es nötig, dass der japanische Sumōverband spezialisierte Friseure beschäftigt, die sogenannten Tokoyama (床山).